# Luis Ara
Luis Ara Hermida (Houston, Texas, 2 de noviembre de 1979), conocido como Luis Ara, es un director, guionista y productor estadounidense-uruguayo de cine.
Aunque nació en Estados Unidos, Luis Ara desarrolló toda su carrera en Uruguay. La obra de Luis Ara se enfoca en películas de distinta temática, que abarcan historias de vida, deportes, geografía, o cultura, siempre desde la perspectiva de las experiencias humanas vinculadas a cada uno de los temas.

## Biografía
Su primera gran incursión en los documentales en el cine se da con la película 12 Horas 2 Minutos que narra como después de dos años de espera y con su corazón funcionando a solo el 8% de su capacidad, Juan recibe la noticia de que hay un donante para él. Transcurren 12 horas y 2 minutos desde esa llamada hasta el final de la operación. Cuatro historias de pacientes que pasaron por la misma situación con diferente suerte se entretejen a lo largo del documental. Una historia llena de esperanza y un mensaje claro sobre lo que significa recibir un trasplante para alguien cuyos días son importantes. Un mensaje de esperanza transmitido por personas que tuvieron una segunda oportunidad de vivir. 
Esta película fue inspirada por la historia de la propia madre del director, Cecilia Hermida, quien tuvo que recibir un trasplante de corazón. La película marca un hito para el director uruguayo, ya que la película se estrena en cines en Uruguay, luego en HBO y mundialmente en la plataforma Netflix.
En noviembre de 2013 estrena su segunda película, Jugadores con Patente, donde cuenta como Álvaro Recoba y Antonio Pacheco capitanes, ídolos y referentes de Nacional y de Peñarol respectivamente, a pesar de la enorme rivalidad entre ambos equipos, son íntimos amigos en su vida personal y juntos codirigen una murga, Asaltantes con Patente que participa y gana el concurso oficial de agrupaciones carnavalescas en el Carnaval en Uruguay.
En el año 2015 estrena dos películas, ambas con historias vinculadas al deporte. La primera es "Gonchi: la película" donde trata la vida y carrera del automovilista uruguayo Gonzalo "Gonchi" Rodríguez que falleció a los 28 años en las pruebas de clasificación en el circuito de Laguna Seca. Durante el documental cuentan sus experiencias con el piloto uruguayo personalidades del automovilismo como Mark Weber, Juan Pablo Montoya, Christian Horner y Charlie Whiting. Esta película también es estrenada en cines y en las plataformas Netflix y Amazon Prime Video. La segunda película es "Teros, sueño mundial" que trata sobre la selección de rugby de Uruguay, apodada «Los Teros», y su participación en la clasificación para la Copa Mundial de Rugby de 2015, y el carácter amateur de sus jugadores que ninguno es profesional del deporte, y el fuerte contraste con el profesionalismo de sus rivales de grupo (Gales, Australia, Fiyi e Inglaterra).
En su quinta película, Perú: tesoro escondido, el director utiliza como excusa la historia de reconocidos personajes para mostrar al espectador la riqueza natural, cultural, social y gastronómica de Perú, y de esta manera dar a conocer los tesoros que el tiempo ha sabido preservar que, incluso, son desconocidos para algunos peruanos. Esta película se estrenó en cines en Perú y mundialmente en Netflix.
Su siguiente película, que también se estrena en Netflix es "Para siempre Chape", narra la historia de Chapecoense, un club de fútbol brasileño con sede en Chapecó, Santa Catarina, que en solo 6 años ascendió de la cuarta división hasta la Serie A. El pequeño club en 2016 dio la sorpresa al llegar a la final de la Copa Sudamericana contra el equipo colombiano Atlético Nacional. Lamentablemente, esa final nunca pudo disputarse porque el avión que transportaba al plantel de Chapecoense a Colombia, para disputar el partido de ida, sufrió un accidente aéreo que costó la vida de 71 personas, entre ellas 19 futbolistas. Esta película se estrenó en cines en Colombia y Brasil, y en Netflix
En 2019 estrena Alexis Viera, una historia de superación. En esta oportunidad la historia elegida es la de Alexis Viera, un futbolista uruguayo que en 2015 fue asaltado cuando llegaba a su casa de Cali, Colombia. Durante el asalto el jugador recibe dos disparos, que afectan su columna vertebral y hacen que pierda la movilidad en sus piernas, razón por la que debe dejar la práctica deportiva. La película resalta como la voluntad y esfuerzo del protagonista lo lleva de tener un pronóstico médico de no poder volver a caminar, a recuperarse al punto de conseguir caminar con la ayuda de muletas. Este documental se estrenó en cines en Colombia y Uruguay, y en Netflix
También en 2019 estrena dos series documentales. Andes Mágicos, donde recorre la cordillera de los Andes desde el sur de Argentina hasta el noroeste de Venezuela, atravesando Chile, Perú, Ecuador, Colombia y Bolivia. En la serie se aprecian las bellezas de los paisajes de esta región así como la vida de personas que habitan en estos lugares. El Poder de los Centennials, es una serie que enfrenta a alguno jóvenes, líderes mundiales y embajadores de las Naciones Unidas en temas de sostenibilidad del Planeta, con alguno de los empresarios más poderoso de Latinoamérica. En este encuentro se busca crear un cambio en temas relacionados con la equidad de género, acceso a la educación, acceso a la salud, minería a cielo abierto, acceso al agua potable, entre otros. La serie es protagonizada por figuras como el cantante Sebastián Yatra.

Ese mismo año, estrena el largometraje Guatemala: Corazón del mundo maya, donde se destaca la diversidad cultural del país centroamericano a partir de la mirada de dos extranjeros. La serie ahonda en procesos de gran importancia para la economía guatemalteca, como el cultivo del café, el maíz y la producción de jade, entre otros.
El primer estreno del 2022 se trata de Brasil 2002: Os bastidores do penta. El documental ofrece una mirada íntima a la estrategia, la pasión y el espíritu de equipo que llevaron a Brasil a conseguir su quinto título mundial. Un viaje emocional y revelador con la participación de figuras de aquel equipo como Ronaldo, Cafu, Roberto Carlos entre otros
El mismo año estrena en Netflix "Togo" donde incursiona en la ficción, junto al director Israel Adrián Caetano. En este "Western Urbano" se cuenta la historia de Togo, un hombre que cuida autos interpretado por Diego Alonso Gómez y debe proteger su territorio cuando unos traficantes intentan obligarlo a él y a sus amigos a vender drogas en las calles.
En su siguiente película vuelve a la dirección y al rubro documental con Atchugarry Monumental. Esta vez la historia se centra en uno de los artistas contemporáneos más importantes del planeta, Pablo Atchugarry. Un ser simple, con una historia de ascenso y una relevancia mundial única. Un recorrido por su vida entre Italia y su fundación en Punta del Este, Uruguay. Un viaje a la intimidad del artista, al proceso monumental de la creación de una de sus obras y su vínculo con la élite del arte en el mundo.
En 2023 estrena en Nat Geo el documental Vicuña Salvation. El largometraje narra la historia de William L. Franklin y de como a raíz de sus estudios sobre la Vicuña (Vicugna vicugna), animal que estuvo al borde de la extinción en la década de los 60 debido a los cazadores furtivos que las mataban a balazos para arrancarles la piel y comercializar en el mercado negro su lana, la fibra animal más fina del mundo.
Su siguiente documental de 2023, también para Netflix, Higuita: El Camino del Escorpión explora la icónica carrera y polémica vida personal del futbolista colombiano René Higuita, que utilizó “El Escorpión”: su atajada con los talones, arqueando la espalda en el Estadio de Wembley en 1995, en un amistoso entre Colombia e Inglaterra. La película recorre desde los orígenes humildes del jugador, hasta convertirse en una leyenda del fútbol. Cuenta con testimonios, entre otros, de figuras como Carlos Valderrama, Hernán Darío Gómez, y Francisco Maturana.
En 2024 estrena en cines Rada, la película  donde nos presenta la vida de Rubén Rada, reconocido músico, compositor, cantante, y actor uruguayo. Con entrevistas a artistas como Fito Páez, León Gieco, Hugo Fattoruso y a sus hijos Lucila Rada, Matías Rada, y Julieta Rada y su esposa, nos invita a ver el camino de consagración de un artista que debió enfrentarse a más de un desafío.

## Filmografía
- 2012: 12 Horas 2 Minutos
- 2013: Jugadores con Patente
- 2015: Gonchi: la película
- 2015: Teros, sueño mundial
- 2017: Perú: tesoro escondido
- 2018: Por siempre Chape
- 2019: Alexis Viera, una historia de superación
- 2019: Andes Mágicos (Serie)
- 2019: El Poder de los Centennials (Serie)
- 2019: Guatemala: Corazón del mundo maya
- 2022: Brasil 2002: Os bastidores do penta
- 2022: Togo
- 2022: Atchugarry Monumental
- 2023: Vicuña Salvation
- 2023: Higuita: El Camino del Escorpión
- 2024: Rada, la película